# Felice Benuzzi
Felice Benuzzi (Vienna, 16 novembre 1910 – Roma, 4 luglio 1988) è stato un diplomatico, scrittore e alpinista italiano, funzionario coloniale. Nel 1941 fu internato dagli inglesi in Kenya. È stato protagonista di una memorabile evasione nel 1943, con Giovanni Balletto e Vincenzo Barsotti al solo scopo di scalare il Monte Kenya. Dopo la guerra entrò in carriera diplomatica fino a divenire Ambasciatore d'Italia in Uruguay.

## Biografia

### La giovinezza e la nomina a Funzionario coloniale
Nasce a Vienna il 16 novembre 1910 da madre austriaca e padre italiano e cresce a Trieste. Sin da giovanissimo si dedica all'alpinismo nelle Alpi Giulie (con Emilio Comici), nelle Dolomiti e nelle Alpi Occidentali. Si laurea in giurisprudenza all'Università di Roma nel 1934 e contemporaneamente svolge un'intensa attività sportiva, partecipando a numerosi campionati di nuoto internazionali fra il 1933 e il 1935.
Viene nominato Volontario coloniale nel ruolo di Governo del Ministero dell'Africa Italiana nel 1938 e nel 1939 viene destinato al Governo Generale dell'Africa Orientale Italiana ad Addis Abeba.

### La prigionia, l'evasione e la scalata del Monte Kenya
Nel 1941, quando l'Etiopia è occupata dagli inglesi, viene fatto prigioniero e avviato ai campi di prigionia del Kenya, allora sotto il protettorato inglese. Nel 1943 si trova nel campo 354 a Nanyuki, alle pendici del Kenya dove progetta e realizza la sua fuga (e quella di altri due prigionieri di guerra, Giovanni Balletto e Vincenzo Barsotti) sul Monte Kenya, riuscendo a conquistare, nel febbraio, la Punta Lenana (4985 metri). L'impresa è narrata nel suo libro "Fuga sul Kenya, 17 giorni di libertà" pubblicato per la prima volta in italiano nel 1947. L'edizione francese esce nel 1950 e nel 1952 appare la prima edizione in inglese col titolo "No Picnic on Mount Kenya". Il libro è stato pubblicato, tra le altre lingue, anche in tedesco, danese, svedese, finlandese e coreano.

### Gli anni della diplomazia
Entra in carriera diplomatica in seguito a concorso nel 1948. Nel 1949 è Vice Console a Parigi in Francia e nel 1951 a Brisbane in Australia. Nel 1955 è Primo Segretario a Karachi in Pakistan. Dal 1956 al 1959 è Consigliere a Canberra in Australia. Rientra al Ministero, alla Direzione Generale Affari Politici, nel 1959. Dal 1963 al 1969 è Console Generale a Berlino negli anni della guerra fredda. Dal 1969 al 1973 è Ministro consigliere alla Rappresentanza permanente presso l'O.C.S.E. a Parigi. Nel 1973 viene nominato Ambasciatore a Montevideo in Uruguay dove rimane fino al novembre 1975, quando va in pensione per raggiunti limiti di età.

### Incarichi pubblici e privati
Dopo essere stato collocato a riposo viene incaricato dal Ministero degli Affari Esteri di condurre i negoziati relativi all'Antartide. Si adopera, fino alla firma del trattato nel 1981, affinché l'Italia possa essere inclusa nell'ambito della ricerca nel continente ghiacciato. È nominato, dal Ministero degli Affari Esteri, membro della Commissione Istitutiva della SISSA di Trieste. È Tra i soci fondatori della Fondazione Internazionale Trieste per il Progresso e la Libertà delle Scienze (FIT). È stato presidente del Centro Culturale Italia-Pakistan e membro dell'Istituto per il Medio e l'Estremo Oriente oltre ad essere uno dei padri fondatori di Mountain Wilderness, associazione ambientalista internazionale per la protezione della montagna nel mondo.
È deceduto a Roma il 4 luglio 1988.

### Libri e pubblicazioni
Oltre al libro "Fuga dal Kenya", Benuzzi ha pubblicato anche il volume "Mattia Zurbriggen, guida alpina" dedicata alla mitica figura del grande alpinista della fine dell'XIX secolo.
Ha scritto articoli e brevi saggi su numerosi quotidiani e riviste, tra cui "Giovane Montagna" e l'Universo (Istituto Geografico Militare). In molti articoli scrive delle sue scalate in montagna nei luoghi dove è vissuto o ha viaggiato (Nuova Zelanda, Australia, Bolivia, Stati Uniti, oltre naturalmente alle Alpi).
Negli anni settanta ha avuto una lunga collaborazione con "Il Piccolo" di Trieste, dove ha pubblicato sotto lo pseudonimo di "Arrigo Risano".

### Opere su Felice Benuzzi
La vita di Felice Benuzzi ha ispirato il libro Point Lenana di Wu Ming 1 e Roberto Santachiara pubblicato nel 2013 per Einaudi che annovera le testimonianze della moglie Stefania, della figlia di Daniele e di diverse persone che conobbero Benuzzi in Kenya e nei suoi anni da diplomatico. 
L'impresa di Benuzzi, Balletto e Barsotti è raccontata anche nel racconto per bambini "Da Monte Scrocchiazeppi al Monte Kenya", incluso nel libro Cantalamappa del collettivo Wu Ming (2015).
Il diplomatico e scrittore australiano Rory Steele ha scritto una biografia di Benuzzi dal titolo Il cuore e l’abisso, pubblicata in italiano originariamente nel 2017 e ripubblicata nel 2023 in nuova versione rivista dall’autore e con una postfazione di Wu Ming 1  intitolata "Duemilaventitré modi di fare i conti con Felice Benuzzi e Fuga sul Kenya’’”.

## Opere
Nella lista sono riportate solo le prime edizioni nelle rispettive lingue. Unica eccezione è l'ultima edizione italiana (2012).
- Fuga sul Kenya, L'Eroica, Milano, 1947, pp. 417.
- Kenya ou la Fugue Africaine, B. Arthaud, Paris, 1950, pp. 302.
- No Picnic on Mount Kenya, Kimber, London, 1952, pp. 230.
- Flucht ins Abenteuer. Drei Kriegsgefangene besteigen den Mount Kenya, *Hans E. Günther, Stuttgart, 1953, pp. 296.
- Flykt till aventyret, Natur och kultur, Stockholm, 1953, pp. 243
- Fuga sul Kenya, Tamari, Bologna, 1966, pp. 343.
- Mattia Zurbriggen guida alpina: le sue imprese, i suoi uomini, i suoi monti, Museo Nazionale della Montagna, Torino 1987, pp. 104.
- Ikke Nogen Skovtur, Forlaget Det Bedste, Kobenhavn, 1994, pp. 404–510.
- Fuga sul Kenya. 17 giorni di libertà, Corbaccio, Milano, 2012, pp. 343 , ISBN 9788863803464